# عملية ملهى ستايج
عملية ملهى ستايج هي عملية استشهادية فدائية وقعت خارج ملهى ليلي (ستايج) بتاريخ 25 فبراير 2005 في تل أبيب إسرائيل، من قبل شاب فدائي فلسطيني، مما أسفر عن مقتل 5 أشخاص وإصابة 50. وأعلنت منظمة الجهاد الإسلامي الفلسطينية مسؤوليتها عن الهجوم.
كان سبب العملية ؛ استمرار الخروقات الصهيونية للتهدئة التي توافقت عليها فصائل الفلسطينية، ولإعلان قيادة العدو لوقف إطلاق النار في شرم الشيخ حيث سُجّل أكثر من 900 خرق؛ توزعت ما بين قتل، وقصف للأحياء السكنية، واقتحامات متكررة للمناطق والمدن والبلدات الفلسطينية، وإقامة حواجز لإعاقة تنقل الفلسطينيين بين القرى والمدن الفلسطينية، بالإضافة إلى مصادرة آلاف الدونمات من أراضي المواطنين الفلسطينيين.

## العملية
في يوم الجمعة الموافق 25 فبراير 2005، في تمام الساعة 11:30 مساءً، فجر مهاجم فدائي فلسطيني يرتدي متفجرات مخبأة في جسمه، وسط حشد من الشباب الإسرائيليين، الذين كانوا ينتظرون خارج ملهى ليلي على شاطئ البحر بالقرب من منتزه تل أبيب. أسفر الانفجار عن مقتل خمسة أشخاص وإصابة أكثر من 50.

ينتمي معظم الضحايا إلى وحدة احتياطي تابعة للجيش الإسرائيلي كانت تخطط للاحتفال بعيد ميلاد أحد ضباطها في ملهى ليلي. 
 وقال يارون غريفسكي، الذي كان عيد ميلاده الثلاثين هو سبب التجمع المفاجئ: «نحن من يبتسم عندما يتم استدعاء الخدمة الاحتياطية. كلنا كنا في أماكن خطرة، لقد كنا في لبنان وغزة والخليل في كل مكان. لم يصبنا أحد بأذى. ثم يأتي إرهابي إلى وسط تل أبيب، حيث من المفترض أن يكون الأكثر أمانًا ويدمر كل شيء.»  

### القتلى
- يائيل أورباخ، 28, من رحوفوت[4]
- إسحق بوزغلو، 40, من مشمار هايردن[5]
- أريه نجار، 37, من كفار سابا[6]
- رونين روفينوف، 30, من تل أبيب[7]
- أوديليا هوبارا، 26, من القدس[8]

## المسؤول
وأعلنت منظمة الجهاد الإسلامي الفلسطينية المسلحة مسؤوليتها عن الهجوم. بعد الهجوم، نشرت شبكة الجزيرة شريط فيديو أظهر الفدائي عبد الله بدران، البالغ من العمر 21 عامًا، والذي صرح بأنه نفذ الهجوم انتقامًا من أعمال إسرائيل في الضفة الغربية وقطاع غزة. وكان عبد الله سعيد بدران مواليد بتاريخ 1983 ابناً لأسرة ذاقت مرارة الاحتلال، فربت أبنائها على حب الأرض وفلسطين، تربى الشهيد عبد الله في أوساط تلك الأسرة المرابطة فتعلم منها معنى التضحية والفداء من أجل تحرير فلسطين، درس الشهيد عبد الله في مدارس مدينة طولكرم وتوجه لإكمال دراسته الجامعية، وانتمى لحركة الجهاد الإسلامي.

## روابط خارجية
- تفجير انتحاري في نادي تل أبيب للمرحلة - نُشر في وزارة الخارجية الإسرائيلية
- انتحاري يقتل 4 أشخاص في تل أبيب - نُشر في صحيفة بوسطن غلوب في 26 فبراير 2005
- قنبلة تقتل الأندية في تل أبيب - نشرت على بي بي سي نيوز في 26 فبراير 2005
- مقتل عدة أشخاص في انفجار تل أبيب - نُشر على موقع الجارديان في 25 فبراير 2005